# Wąbrzeźno (stacja kolejowa)
Wąbrzeźno – stacja kolejowa w Wąbrzeźnie, w województwie kujawsko-pomorskim, w Polsce. Według klasyfikacji PKP ma kategorię dworca lokalnego.

## Ruch pasażerski
| Rok  | Wymiana pasażerska na dobę |
| ---- | -------------------------- |
| 2017 | 300-499                    |
| 2022 | 500-699                    |

Dzisiaj znajduje się w granicach administracyjnych miasta ale w momencie budowy, w XIX wieku, była oddalona o 3 km od niego. Stało się to powodem budowy linii Wąbrzeźno – Wąbrzeźno Miasto, którą uważa się za pierwszą zelektryfikowaną linię na ziemiach polskich. Zasadnicza część stacji położona jest przy głównej linii Toruń – Olsztyn. Peron lokalnej linii Wąbrzeźno - Wąbrzeźno Miasto znajdował się po drugiej stronie placu dworcowego za budynkiem stacji. Był on jednokrawędziowy i położony na łuku toru. Połączenie obu linii znajdowało się w rejonie towarowym stacji na południowy zachód od budynku stacyjnego i peronów.
W roku 2021 otoczenie stacji i parking zostały odnowione. Obecnie na stacji funkcjonują dwa perony z dwiema krawędziami peronowymi.